# Cnaeus Octavius (consul en -87)
Pour les articles homonymes, voir Cnaeus Octavius.
Cnaeus Octavius est  consul en 87 av. J.-C., opposant farouche de son collègue Cinna et des partisans de Caius Marius, rallume la guerre civile à Rome, ce qui lui coute la vie.

## Biographie
Il pourrait être le fils de Cnaeus Octavius (consul en 128 av. J.-C.) et donc le petit-fils de Cnaeus Octavius (consul en 165 av. J.-C.).
Jugé nonchalant et incompétent, il ne parvient pas à obtenir les suffrages pour se faire élire édile, mais en -88, au cours des élections organisées par le consul en exercice Sylla, il est élu pour le consulat de l'année suivante,  avec comme collègue le patricien Lucius Cinna, qui lors de sa campagne avait publiquement et solennellement juré défendre les intérêts de Sylla,.
Début -87, après leur entrée en fonction, le conflit entre Octavius et Cinna éclate à propos des inscriptions dans le corps électoral comme citoyens romains, droit que les Italiens ont obtenu à l'issue de la guerre sociale. Cinna veut les répartir parmi toutes les trente-cinq tribus, ce qui submergerait sous le nombre les anciens citoyens. Les conservateurs veulent limiter ces inscriptions en les cantonnant dans dix tribus et comptent sur l'appui d'Octavius. Cinna réunit une assemblée sur le Forum, comptant de nombreuses délégations venues des cités italiennes, tandis qu'Octavius convoque le Sénat sur le Capitole. Vu la suite des événements, il est certain que les deux réunions comptaient des participants armés. Apprenant que des incidents violents se produisent sur le Forum, Octavius obtient du Sénat le vote d'un senatus consultum ultimum, c'est-à-dire l'état d'urgence, et descend suspendre l'assemblée de Cinna. Les affrontements qui suivent dans la ville auraient fait plus de 10 000 victimes et obligé Cinna à fuir Rome. Dans la foulée, Octavius fait voter la destitution de Cinna et élire un consul suffect pour le remplacer, Lucius Cornelius Merula. Merula est Flamine de Jupiter, et les nombreuses obligations de cette prêtrise rendent impraticables l'exercice du consulat, mais sa désignation donne une caution religieuse à l'action d'Octavius.
Allant de cité en cité, Cinna parvient à  mobiliser des troupes et invite Marius, réfugié en Afrique à le rejoindre. Ensemble, ils commencent le blocus de Rome, défendue par Octavius et Pompeius Strabo. Ces derniers détruisent un retranchement marianiste sur le Janicule, mais leurs troupes sont décimées par une épidémie de peste, dont Strabo est victime,. Malgré l'opposition d'Octavius, le Sénat finit par faire ouvrir les portes de Rome et laisser rentrer Cinna, et Marius. Octavius se fit porter au Janicule avec ses insignes consulaires et attendit qu'on l'exécute. Cinna fit exposer sa tête à la tribune des Rostres, tandis que les massacres se déroulent en ville;